# Wereldkampioenschap shorttrack 2006 (teams)
De zestiende editie van het Wereldkampioenschap shorttrack voor teams  werd gehouden van 25 tot en met 26 maart 2006 in Montreal, Canada. In 2005 won het Canadese team bij de mannen en het Chinese team bij de vrouwen. Zowel bij de mannen als bij de vrouwen werd het toernooi gewonnen door het Zuid-Koreaanse team.

## Deelnemende landen
| Mannen - Canada - China - Italië - Japan - Nederland - Verenigde Staten - Zuid-Korea | Vrouwen - Canada - China - Frankrijk - Italië - Japan - Verenigde Staten - Zuid-Korea |

## Deelnemers

### België
Geen deelname

### Nederland
| Nederland                                                                   | Nederland            |
| Mannen                                                                      | Vrouwen              |
| --------------------------------------------------------------------------- | -------------------- |
| Cees Juffermans Niels Kerstholt Rudy Koek Thomas Mogendorff Roderick Oosten | geen Nederlands team |

### Overige landen
| Canada                                                                                  | Canada                                                                         |
| Mannen                                                                                  | Vrouwen                                                                        |
| --------------------------------------------------------------------------------------- | ------------------------------------------------------------------------------ |
| Éric Bédard Jonathan Guilmette Charles Hamelin François-Louis Tremblay Mathieu Turcotte | Alanna Kraus Anouk Leblanc-Boucher Amanda Overland Kalyna Roberge Tania Vicent |

| China                                            | China                                               |
| Mannen                                           | Vrouwen                                             |
| ------------------------------------------------ | --------------------------------------------------- |
| Li Haonan Li Ye Liang Cui Sui Baoku Wang Baojian | Cheng Xiaolei Fu Tianyu Wang Meng Wang Wei Zhu Mile |

| Frankrijk       | Frankrijk                                                         |
| Mannen          | Vrouwen                                                           |
| --------------- | ----------------------------------------------------------------- |
| geen Frans team | Stephanie Bouvier Min-Kyung Choi Myrtille Gollin Celine Lecompere |

| Italië                                                                        | Italië                                                            |
| Mannen                                                                        | Vrouwen                                                           |
| ----------------------------------------------------------------------------- | ----------------------------------------------------------------- |
| Fabio Carta Yuri Confortola Nicola Franceschina Nicola Rodigari Roberto Serra | Marta Capurso Arianna Fontana Cecilia Maffei Katia Zini Mara Zini |

| Japan                                                                                | Japan                                                                |
| Mannen                                                                               | Vrouwen                                                              |
| ------------------------------------------------------------------------------------ | -------------------------------------------------------------------- |
| Yoshiharu Arino Takahiro Fujimoto Fumihiko Kakubariu Takafumi Nishitani Satoru Terao | Yuka Kamino Mika Ozawa Miyuki Ozawa Hiroko Sadakane Ikue Teshigawara |

| Verenigde Staten                                                    | Verenigde Staten                                            |
| Mannen                                                              | Vrouwen                                                     |
| ------------------------------------------------------------------- | ----------------------------------------------------------- |
| Alex Izykowski J.P. Kepka Anthony Lobello Jordan Malone Rusty Smith | Kimberly Derrick Lezleigh Jaworski Tina Koenig Amy Peterson |

| Zuid-Korea                                                 | Zuid-Korea                                                     |
| Mannen                                                     | Vrouwen                                                        |
| ---------------------------------------------------------- | -------------------------------------------------------------- |
| Ahn Hyun-soo Lee Ho-suk Oh Se-jong Seo Ho-jin Song Suk-woo | Byun Chun-sa Choi Eun-kyung Jeon Da-hye Jin Sun-yu Kang Yun-mi |

## Uitslagen
| Vrouwen | Vrouwen    | Vrouwen |
| Plaats  | Land       | Punten  |
| ------- | ---------- | ------- |
| Goud    | Zuid-Korea | 40      |
| Zilver  | China      | 38      |
| Brons   | Canada     | 26      |

| Mannen | Mannen     | Mannen |
| Plaats | Land       | Punten |
| ------ | ---------- | ------ |
| Goud   | Zuid-Korea | 39     |
| Zilver | Canada     | 36     |
| Brons  | China      | 27     |

Wereldkampioenschap shorttrack (individueel)

Champaign 1976 · 
Grenoble 1977 · 
Solihull 1978 · 
Quebec 1979 · 
Milaan 1980 · 
Meudon 1981 · 
Moncton 1982 · 
Tokio 1983 · 
Peterborough 1984 · 
Amsterdam 1985 · 
Chamonix 1986 · 
Montreal 1987 · 
St. Louis 1988 · 
Solihull 1989 · 
Amsterdam 1990 · 
Sydney 1991 · 
Denver 1992 · 
Peking 1993 · 
Guildford 1994 · 
Gjövik 1995 · 
Den Haag 1996 · 
Nagano 1997 · 
Wenen 1998 · 
Sofia 1999 · 
Sheffield 2000 · 
Jeonju 2001 · 
Montreal 2002 · 
Polen 2003 · 
Göteborg 2004 · 
Peking 2005 · 
Minneapolis 2006 · 
Milaan 2007 · 
Gangneung 2008 · 
Wenen 2009 · 
Sofia 2010 · 
Sheffield 2011 · 
Shanghai 2012 · 
Debrecen 2013 · 
Montreal 2014 · 
Moskou 2015 · 
Seoel 2016 · 
Rotterdam 2017 · 
Montreal 2018 ·
Sofia 2019 ·
Seoel 2020 ·
Dordrecht 2021 ·
Montreal 2022 ·
Seoel 2023 ·
Rotterdam 2024 ·
Peking 2025
Wereldkampioenschap shorttrack (teams)

Seoul 1991 · 
Nobeyama 1992 · 
Boedapest 1993 · 
Cambridge 1994 · 
Zoetermeer 1995 · 
Lake Placid 1996 · 
Seoel 1997 · 
Bormio 1998 · 
St. Louis 1999 · 
Den Haag 2000 · 
Nobeyama 2001 · 
Milwaukee 2002 · 
Boedapest 2003 · 
Sint-Petersburg 2004 · 
Chuncheon 2005 · 
Montreal 2006 · 
Boedapest 2007 · 
Harbin 2008 · 
Heerenveen 2009 · 
Bormio 2010 · 
Warschau 2011
Wereldkampioenschappen shorttrack junioren

Seoel 1994 ·
Calgary 1995 ·
Courmayeur 1996 ·
Marquette 1997 ·
Saint Louis 1998 ·
Montreal 1999 ·
Székesfehérvár 2000 ·
Warschau 2001 ·
Chuncheon 2002 ·
Boedapest 2003 ·
Peking 2004 ·
Belgrado 2005 ·
Miercurea Ciuc 2006 ·
Mladá Boleslav 2007 ·
Bozen 2008 ·
Sherbrooke 2009 ·
Taipei 2010 ·
Courmayeur 2011 ·
Melbourne 2012 ·
Warschau 2013 ·
Erzurum 2014 ·
Osaka 2015 ·
Sofia 2016 ·
Innsbruck 2017 ·
Tomaszów Mazowiecki 2018 ·
Montreal 2019 ·
Bormio 2020 ·
Salt Lake City 2021 ·
Gdańsk 2022 ·
Dresden 2023 ·
Gdańsk 2024 ·
Calgary 2025